# Melanophryniscus devincenzii
Melanophryniscus devincenzii és una espècie d'amfibi que viu a l'Argentina, Uruguai i, possiblement també, al Brasil i Paraguai.
Està amenaçada d'extinció per la pèrdua del seu hàbitat natural.